# Le Mesnil-Théribus
Le Mesnil-Théribus és un municipi francès, situat al departament de l'Oise i a la regió dels Alts de França. L'any 2007 tenia 783 habitants.

## Demografia

### Població
El 2007 la població de fet de Le Mesnil-Théribus era de 783 persones. Hi havia 253 famílies de les quals 37 eren unipersonals (8 homes vivint sols i 29 dones vivint soles), 62 parelles sense fills, 137 parelles amb fills i 17 famílies monoparentals amb fills.
La població ha evolucionat segons el següent gràfic:
Habitants censats

### Habitatges
El 2007 hi havia 290 habitatges, 259 eren l'habitatge principal de la família, 18 eren segones residències i 13 estaven desocupats. 286 eren cases i 4 eren apartaments. Dels 259 habitatges principals, 223 estaven ocupats pels seus propietaris, 34 estaven llogats i ocupats pels llogaters i 2 estaven cedits a títol gratuït; 1 tenia una cambra, 3 en tenien dues, 36 en tenien tres, 81 en tenien quatre i 137 en tenien cinc o més. 223 habitatges disposaven pel capbaix d'una plaça de pàrquing. A 109 habitatges hi havia un automòbil i a 138 n'hi havia dos o més.

### Piràmide de població
La piràmide de població per edats i sexe el 2009 era:
| Homes | Edats   | Dones |
| ----- | ------- | ----- |
| 0     | 95 o +  | 0     |
| 0     | 90 a 94 | 0     |
| 4     | 85 a 89 | 8     |
| 4     | 80 a 84 | 4     |
| 0     | 75 a 79 | 4     |
| 12    | 70 a 74 | 8     |
| 12    | 65 a 69 | 28    |
| 4     | 60 a 64 | 12    |
| 8     | 55 a 59 | 8     |
| 12    | 50 a 54 | 16    |
| 32    | 45 a 49 | 36    |
| 32    | 40 a 44 | 4     |
| 32    | 35 a 39 | 44    |
| 44    | 30 a 34 | 48    |
| 12    | 25 a 29 | 20    |
| 8     | 20 a 24 | 4     |
| 16    | 15 a 19 | 12    |
| 20    | 10 a 14 | 36    |
| 40    | 5 a 9   | 36    |
| 28    | 0 a 4   | 28    |

## Economia
El 2007 la població en edat de treballar era de 511 persones, 392 eren actives i 119 eren inactives. De les 392 persones actives 362 estaven ocupades (204 homes i 158 dones) i 29 estaven aturades (12 homes i 17 dones). De les 119 persones inactives 23 estaven jubilades, 53 estaven estudiant i 43 estaven classificades com a «altres inactius».

### Ingressos
El 2009 a Le Mesnil-Théribus hi havia 270 unitats fiscals que integraven 826 persones, la mediana anual d'ingressos fiscals per persona era de 18.981 €.

### Activitats econòmiques
Dels 26 establiments que hi havia el 2007, 1 era d'una empresa extractiva, 1 d'una empresa alimentària, 1 d'una empresa de fabricació d'altres productes industrials, 3 d'empreses de construcció, 6 d'empreses de comerç i reparació d'automòbils, 1 d'una empresa d'hostatgeria i restauració, 2 d'empreses d'informació i comunicació, 1 d'una empresa immobiliària i 10 d'empreses de serveis.
Dels 4 establiments de servei als particulars que hi havia el 2009, 1 era un taller de reparació d'automòbils i de material agrícola, 1 paleta, 1 guixaire pintor i 1 empresa de construcció.
L'any 2000 a Le Mesnil-Théribus hi havia 5 explotacions agrícoles.

## Equipaments sanitaris i escolars
El 2009 hi havia una escola elemental.

## Poblacions més properes
El següent diagrama mostra les poblacions més properes.